# Roger Taylor (baterist Queen)
Roger Meddows-Taylor, cunoscut mai ales ca Roger Taylor (n. 26 iulie 1949, Dersingham⁠(d), King's Lynn and West Norfolk, Anglia, Regatul Unit) este un muzician englez polivalent, cu un ambitus vocal de tenor acoperind patru octave, cel mai bine cunoscut ca bateristul formației de muzică rock Queen.

## Cântece Queen creditate lui Roger Taylor
- Modern Times Rock'n'Roll
- The Loser In The End
- Tenement Funster
- Stone Cold Crazy (cu Mercury, May & Deacon)
- I'm In Love With My Car
- Drowse
- Sheer Heart Attack
- Fight From The Inside
- Fun It
- More Of That Jazz
- Rock It (Prime Jive)
- Coming Soon
- A Human Body
- In The Space Capsule (The Love Theme)
- In The Death Cell (Love Theme Reprise)
- Escape From The Swamp
- Marriage Of Dale And Ming (And Flash Approaching) (cu May)
- Action This Day
- Calling All Girls
- Radio Ga Ga
- Machines (Or 'Back To Humans') (cu May)
- Under Pressure (Cu Deacon, May, Mercury & David Bowie)
- Soul Brother (Cu Deacon, May & Mercury)
- Thank God It's Christmas (cu May)
- A Kind Of Magic
- One Vision (cu Mercury, May & Deacon)
- Don't Lose Your Head
- A Dozen Red Roses For My Darling
- Heaven For Everyone

## Compoziții scrise de Roger Taylor creditate colectiv
- The Invisible Man
- Breakthru (cu Mercury)
- Innuendo (versurile)
- Ride the Wild Wind
- These Are the Days of Our Lives
- Let Me Live (cu Deacon, May & Mercury)
- Untitled Hidden Track (cu May & David Richards, bazată pe cântecul lui Freddie Mercury "It's a Beautiful Day")

## Cântece Queen cu Roger solist vocal
- Modern Times Rock'n'Roll
- The Loser In The End

- The March Of The Black Queen (două versuri)
- Tenement Funster
- I'm In Love With My Car
- Drowse
- Fight From The Inside
- Fun It (cu Freddie)
- More Of That Jazz
- Rock It (Prime Jive) (Freddie cântă prima parte)
- A Human Body

- Action This Day
- Machines (Or 'Back To Humans') (vocea robotică)
- Don't Lose Your Head
- The Invisible Man (refrenul)
- Hijack My Heart
- Ride The Wild Wind
- Let Me Live
- No One But You (Only The Good Die Young) (al doilea vers)

## Albume The Cross
- Shove It
- Mad, Bad and Dangerous to Know
- Blue Rock

## Albume solo
- Fun In Space - 1981
- Strange Frontier - 1984
- Happiness? - 1994
- Electric Fire - 1998
- The Unblinking Eye (Everything Is Broken) - 2012

• Outsider - 2021
1. ↑  CONOR.SI[*] Verificați valoarea |titlelink= (ajutor)
2. ↑  The London Gazette (PDF), p. N15